# 衰白鮭
衰白鮭（學名：Coregonus maraena）為輻鰭魚綱鮭形目鮭科的一種，為溫帶魚類，被IUCN列為易危保育類動物，分布於歐洲波蘭、瑞典與芬蘭淡水、半鹹水、海域，體長可達130公分，棲息在沿岸底中層水域，會進行洄游，以甲殼類、橈腳類、昆蟲幼蟲及小魚為食，繁殖期在11月，生活習性不明，可做為食用魚。